# Chiraz Latiri
Chiraz Latiri o Chiraz Laâtiri (en árabe: شيراز العتيري‎), cuyo nombre completo es Chiraz Latiri Cherif, nacida el 24 de marzo de 1972 en Hammam Sousse, es profesora e investigadora universitaria, directora de instituciones culturales y política tunecina. 
Directora del Institut supérieur des arts multimédia de La Manouba de 2006 a 2011 y del Centre national du cinéma et de l'image de 2017 a 2019, es ministra de Cultura desde 2020.

## Biografía
Nacida el 24 de marzo de 1972 en Hammam Sousse, se doctoró en informática en la Escuela Nacional de Informática de Túnez en 2004.
Después obtuvo un puesto de asistente en informática en la Escuela Superior de Comercio de Túnez, y luego como maestra asistente. De 2006 a 2011, ocupó el cargo de directora del Instituto Superior de Artes Multimedia de La Manouba. En el marco de sus funciones, se dedicó especialmente a la mejora de la formación académica en materia de cine y audiovisual en Túnez mediante la cooperación entre instituciones de ambas orillas del Mediterráneo.
En 2013, obtuvo la habilitación para dirigir la investigación en la Universidad de La Manouba, por un lado, y en la Universidad de Lorraine, por otro. También se convirtió en profesora de informática en la Universidad de La Manouba.
De julio de 2017 a noviembre de 2019, ocupó el cargo de directora general del Centre national du cinéma et de l'image (CNCI). En esta puesto, fundó varios programas internacionales para el desarrollo de proyectos cinematográficos y lanzó fondos de codesarrollo y coproducción cinematográficos. También creó un departamento de industrias digitales y creativas dentro del CNCI y estableció una incubadora cultural, el Creative Digital Lab y un Gaming Lab.
El ministro Mohamed Zine El Abidine la destituyó del cargo de directora del CNCI en noviembre de 2019.3. Este despido también es citado en Le Monde por el director de cine tunecino Ala Eddine Slim: «Un ejemplo reciente es el despido por el ministro de Cultura de la directora del Centro Nacional de Cine, Chiraz Latiri, que había hecho un excelente trabajo al frente de la institución. No podemos ver que haya habido otra cosa que una motivación puramente arbitraria y personal en esta decisión».
En febrero de 2020, fue convocada al gobierno de Elyes Fakhfakh  y se convirtió en ministra de Cultura cuando este gobierno fue aprobado por la Asamblea de Representantes del Pueblo.